# Euploea aga
Euploea aga är en fjärilsart som beskrevs av Hans Fruhstorfer 1900. Euploea aga ingår i släktet Euploea och familjen praktfjärilar. Inga underarter finns listade i Catalogue of Life.